# Anatol Rapoport
Ne doit pas être confondu avec Michael Rapaport.
Anatol Rapoport, en russe : Анато́лий Бори́сович Рапопо́рт, né le 22 mai 1911 et mort le 20 janvier 2007, est un psychologue et mathématicien américain d'origine russe, de confession juive[réf. nécessaire]. Il a contribué à la théorie systémique générale et à la modélisation des interactions sociales et au modèle de contagion stochastique.

## Biographie
Rapoport est né à Lozovaya, en Empire russe (aujourd'hui en Ukraine). Il est arrivé aux États-Unis en 1922 et a été naturalisé citoyen américain en 1928. Il a commencé par étudier la musique à Chicago, puis le piano, la direction d'orchestre et la composition à l'Académie de musique et d'arts du spectacle de Vienne de 1929 à 1934. Cependant la montée du nazisme lui a fermé toute carrière de pianiste.
Il se reconvertit alors dans les mathématiques. En 1941, il a obtenu un Ph.D. en mathématiques à l'université de Chicago sous la direction de Nicolas Rashevsky (en) (1899-1972), pionnier des biomathématiques. Selon le Toronto Globe and Mail, Rapoport fut membre trois ans du Parti communiste américain, mais il le quitta avant de s'engager dans l'Army Air Corps en 1941. Il servit en Alaska et en Inde durant la Seconde Guerre mondiale.
Après la guerre, il intégra le comité de biomathématique de l'université de Chicago (1947–1954), et publia en 1950 son premier livre, Science and the Goals of Man, écrit avec le sémanticien S. I. Hayakawa. Il reçut aussi une bourse d'un an au prestigieux Center for Advanced Study in the Behavioral Sciences de l'université Stanford.
De 1955 à 1970, il fut professeur de biomathématique et Senior Research Mathematician à l'université du Michigan. En 1955, il fut un des membres fondateurs de l'Institut de recherche sur la santé mentale (MHRI) de l'université du Michigan. En 1970, il émigra à Toronto pour fuir l'ambiance militariste des États-Unis engagés dans la guerre du Viêt Nam. Il fut nommé professeur de mathématiques, de psychologie et d'irénologie à l'université de Toronto (1970-1979). Il vécut à Wychwood Park (en), au-dessus de Toronto, près de chez Marshall McLuhan. Lorsqu'il prit sa retraite de l'université de Toronto, il devint directeur de l'Institut für Höhere Studien (Institut des hautes études) de Vienne jusqu'en 1983.
En 1954, Anatol Rapoport avait cofondé à Stanford la Society for General Systems Research (devenue plus tard la Société internationale pour la science des systèmes) avec Ludwig von Bertalanffy, Ralph Gerard (en) et Kenneth Boulding. Il en devint le président en 1965.
Anatol Rapoport est mort de pneumonie à Toronto, laissant une épouse, Gwen, et trois enfants, Anya, Alexander et Anthony.